# Eidangers kommun
Eidangers kommun (norska: Eidanger kommune) var en kommun i Telemark fylke i södra Norge. Kommunen omfattade en stor del av nuvarande Porsgrunns kommun (vid sidan av städerna Porsgrunn och Brevik). Orten Eidanger utgjorde kommunens centralort.

## Administrativ historik
Eidangers kommun upprättades den 1 januari 1838 (som Eidanger formannskapsdistrikt) när Formannskapslovene från 1837 trädde i kraft.
Den 1 juli 1920 överfördes ett bebott område (med 550 invånare) från Eidangers kommun till Porsgrunns kommun.
Den 1 januari 1964 gick Eidangers kommun upp i Porsgrunns kommun. Kommunens hade då 13 018 invånare.